# Cuisenaire-Stäbchen

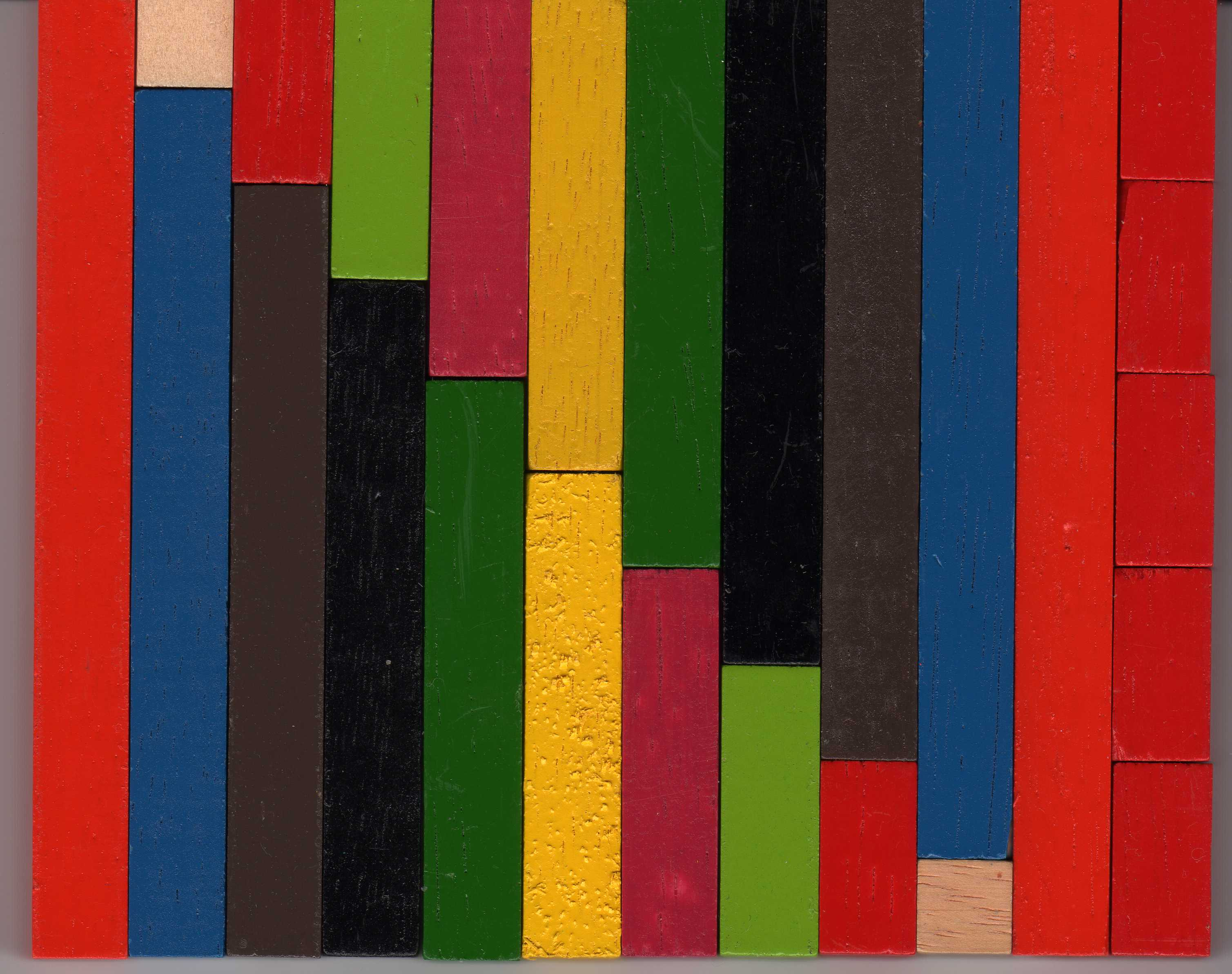
Cuisenaire-Stäbchen

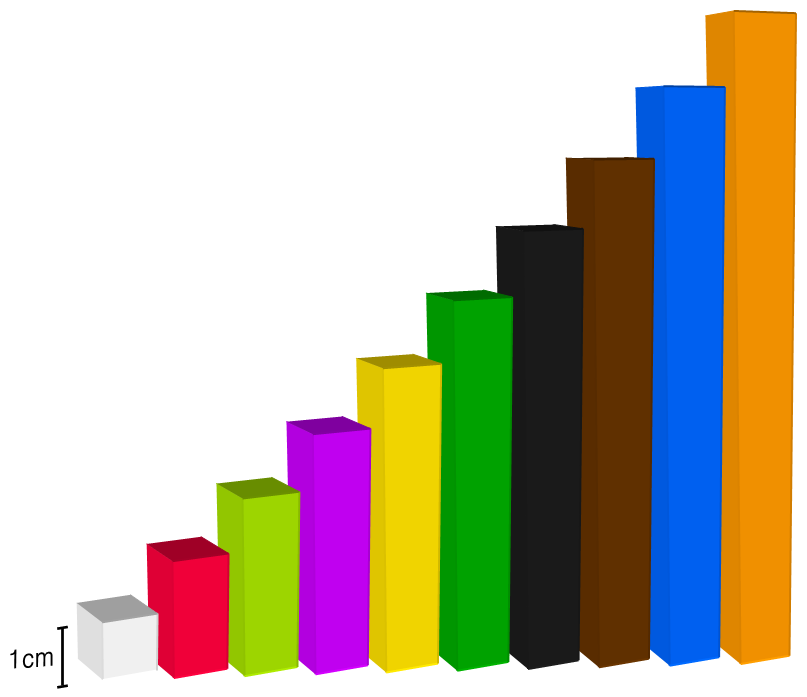
Cuisenaire-Stäbchen

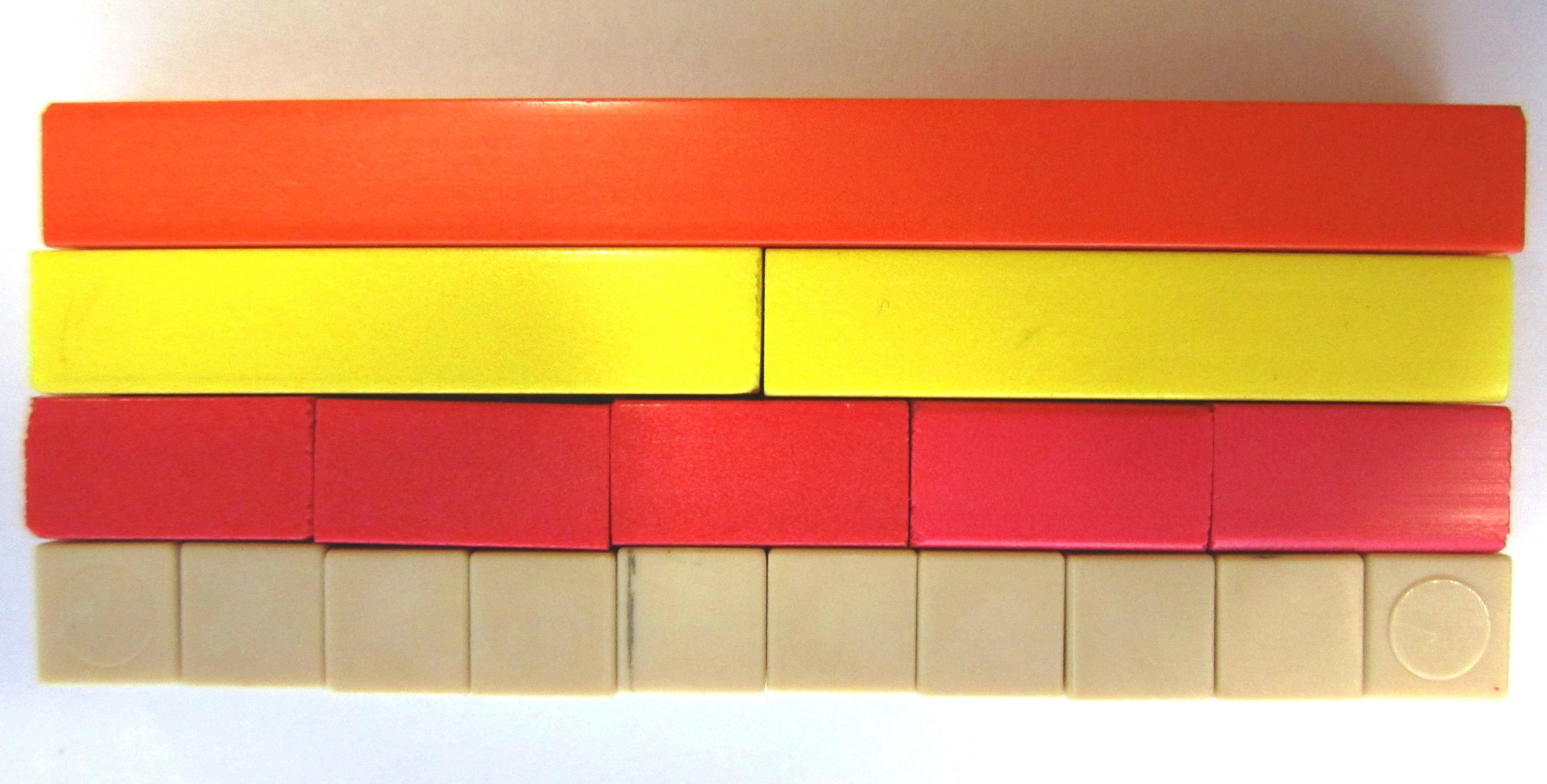
Cuisenaire-Stäbe zur Veranschaulichung der Faktoren von zehn

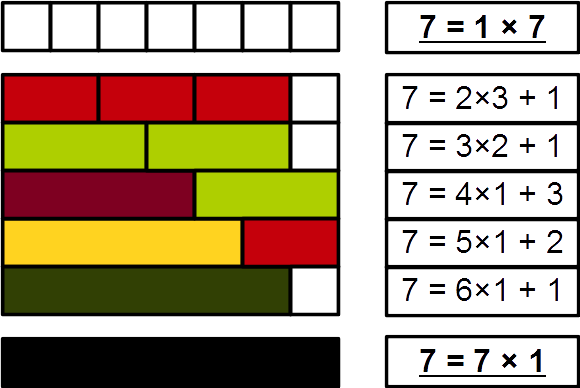
Cuisenaire-Stäbe zur Veranschaulichung, dass 7 eine Primzahl ist

Cuisenaire-Stäbchen sind ein pädagogisches Hilfsmittel. Sie sind eine interaktive, praktische Möglichkeit, die Mathematik zu erforschen und mathematische Konzepte zu lernen, wie z. B. die vier grundlegenden arithmetischen Operationen, das Arbeiten mit Brüchen und das Finden von Divisoren.
Sie sind nach dem belgischen Schulinspektor Georges Cuisenaire (1891–1975) benannt. Dieser nutzte farbige Stäbchen, um Kindern die Erfassung der Zahlen (als Symbol) sowie Rechenoperationen zu verdeutlichen. Zwar hängt die Länge vom Zahlenwert ab, jedoch gibt es auf den Stäbchen keine Zentimeter-Markierungen. Wichtig ist für das Kind, dass beispielsweise das 7-cm-Stäbchen länger ist als das 4-cm-Stäbchen und jenes wiederum größer als das 3-cm-Stäbchen. Das Kind erfährt darüber hinaus auch, dass die 3- und 4-cm-Stäbchen zusammen die Länge des 7-cm-Stäbchens ergeben.
Laut Caleb Gattegno „zeigte Georges Cuisenaire in den frühen 1950er Jahren, dass Schüler, die traditionell unterrichtet wurden und als ‚schwach‘ eingestuft wurden, große Fortschritte machten, als sie sich auf die Verwendung des Materials verlegten. Sie wurden ‚sehr gut‘ im traditionellen Rechnen, wenn sie die Stäbe manipulieren durften.“

## Geschichte
Die Pädagogen Maria Montessori und Friedrich Fröbel hatten Stäbe zur Darstellung von Zahlen verwendet, aber es war Georges Cuisenaire, der die Stäbe einführte, die ab den 1950er Jahren weltweit verwendet werden sollten. Im Jahr 1952 veröffentlichte er Les nombres en couleurs (Zahlen in Farbe) die ihre Verwendung umrissen. Cuisenaire, ein Geigenspieler, unterrichtete sowohl Musik als auch Rechnen in der Grundschule in Thuin. Er fragte sich, warum Kinder es leicht und angenehm fanden, eine Melodie zu lernen, aber Mathematik weder leicht noch angenehm. Diese Vergleiche mit der Musik und ihrer Darstellung führten Cuisenaire 1931 zu einem Experiment mit einem Satz von zehn aus Holz gesägten Stäben mit Längen von 1 cm bis 10 cm. Er bemalte jede Stablänge mit einer anderen Farbe und begann, diese in seinem Rechenunterricht zu verwenden. Die Erfindung blieb außerhalb des Dorfes Thuin etwa 23 Jahre lang nahezu unbekannt, bis im April 1953 der britische Mathematiker und Mathematiklehrer Caleb Gattegno eingeladen wurde, um die Schüler in Thuin bei der Benutzung der Stäbe zu beobachten. Zu diesem Zeitpunkt hatte er bereits die International Commission for the Study and Improvement of Mathematics Education (CIEAEM) und die Association of Teachers of Mathematics gegründet, aber dies markierte einen Wendepunkt in seinem Verständnis:
 Dann führte uns Cuisenaire zu einem Tisch in einer Ecke des Raumes, an dem die Schüler um einen Haufen farbiger Stäbe herumstanden und Additionen lösten, die mir für Kinder in diesem Alter ungewöhnlich schwer zu sein schienen. Bei diesem Anblick verschwanden alle anderen Eindrücke der Umgebung, um durch eine wachsende Aufregung ersetzt zu werden. Nachdem Cuisenaire seinen Schülern der ersten und zweiten Klasse Fragen gestellt und deren Antworten sofort und mit voller Selbstsicherheit und Genauigkeit gehört hatte, verwandelte sich die Aufregung dann in unbändige Begeisterung und ein Gefühl der Erleuchtung.
Gattegno nannte die Stäbe „Cuisenaire-Stäbe“ und begann, sie zu testen und populär zu machen. Als er sah, dass die Stäbe es den Schülern ermöglichten, „ihre latenten mathematischen Fähigkeiten auf kreative und unterhaltsame Weise zu erweitern“, änderte sich Gattegnos Pädagogik radikal, als er begann, sich zurückzuhalten und den Schülern eine führende Rolle zu ermöglichen:

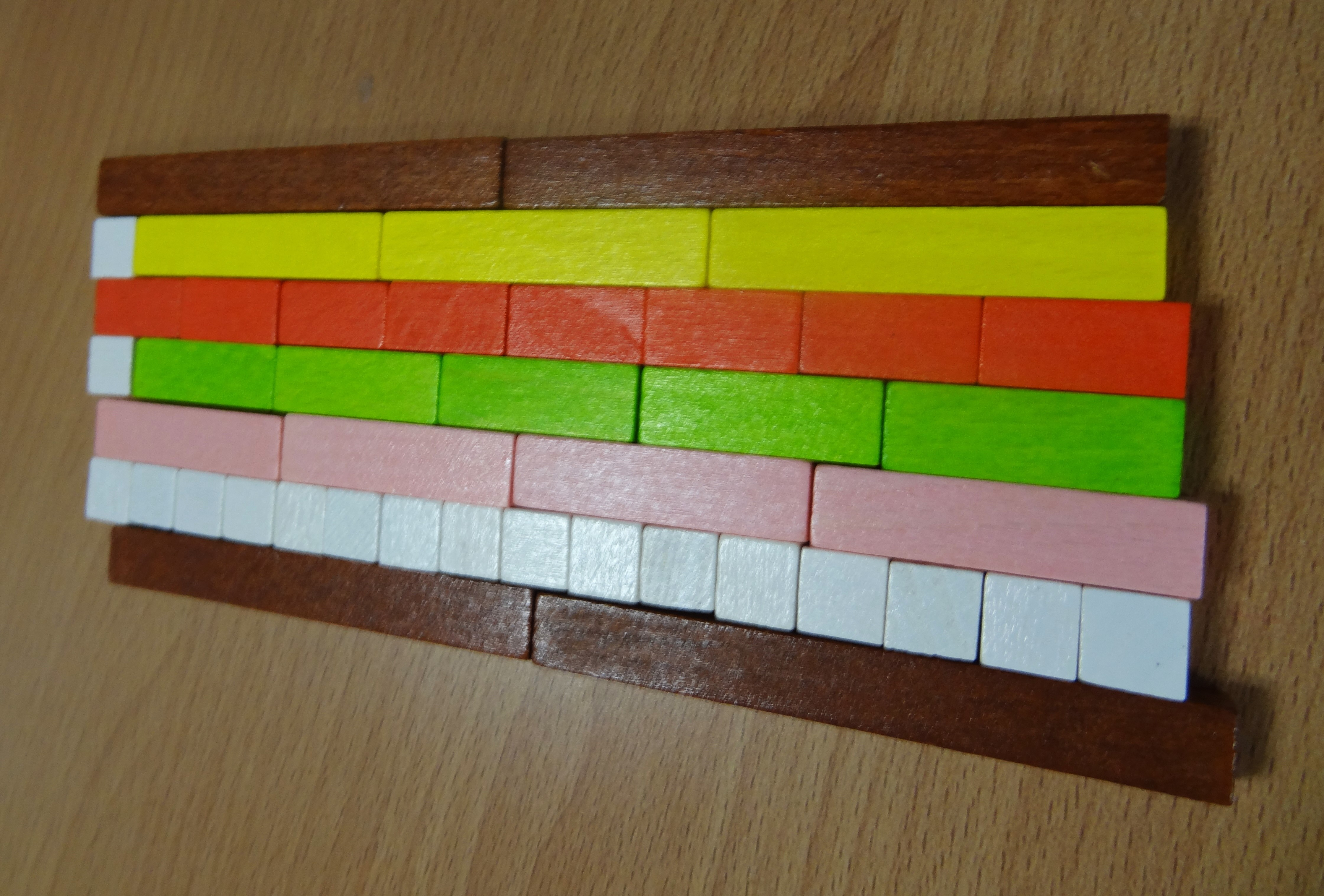
Beispiel Cuisenaire-Stab

Cuisenaires Erfindung der Stäbe führte mich dazu, durch Nichteinmischung zu lehren, was es notwendig macht, auf die Zeichen der Wahrheit zu achten und zu hören, die zwar gemacht, aber selten erkannt werden.
Während das Material natürlich einen wichtigen Platz in unzähligen lehrerzentrierten Unterrichtsstunden gefunden hat, inspirierte Gattegnos schülerzentrierte Praxis eine Reihe von Pädagogen.

## Stäbchen

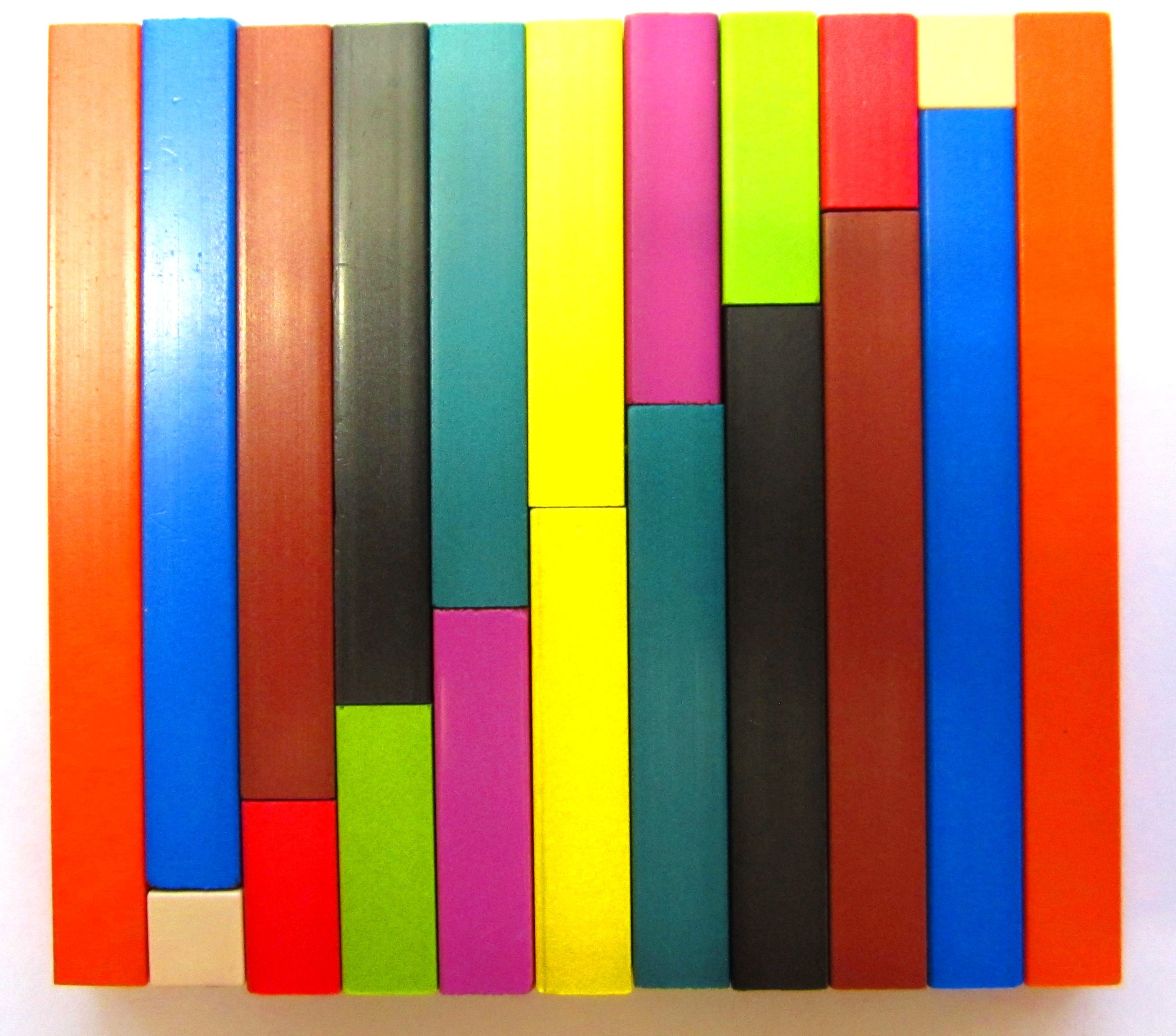
Cuisenaire-Stäbchen als Treppe arrangiert

| Farbe      | Länge in cm |
| ---------- | ----------- |
| Weiß       | 1           |
| Rot        | 2           |
| Hellgrün   | 3           |
| Fuchsia    | 4           |
| Gelb       | 5           |
| Dunkelgrün | 6           |
| Schwarz    | 7           |
| Braun      | 8           |
| Blau       | 9           |
| Orange     | 10          |

## Verwendung im Mathematikunterricht

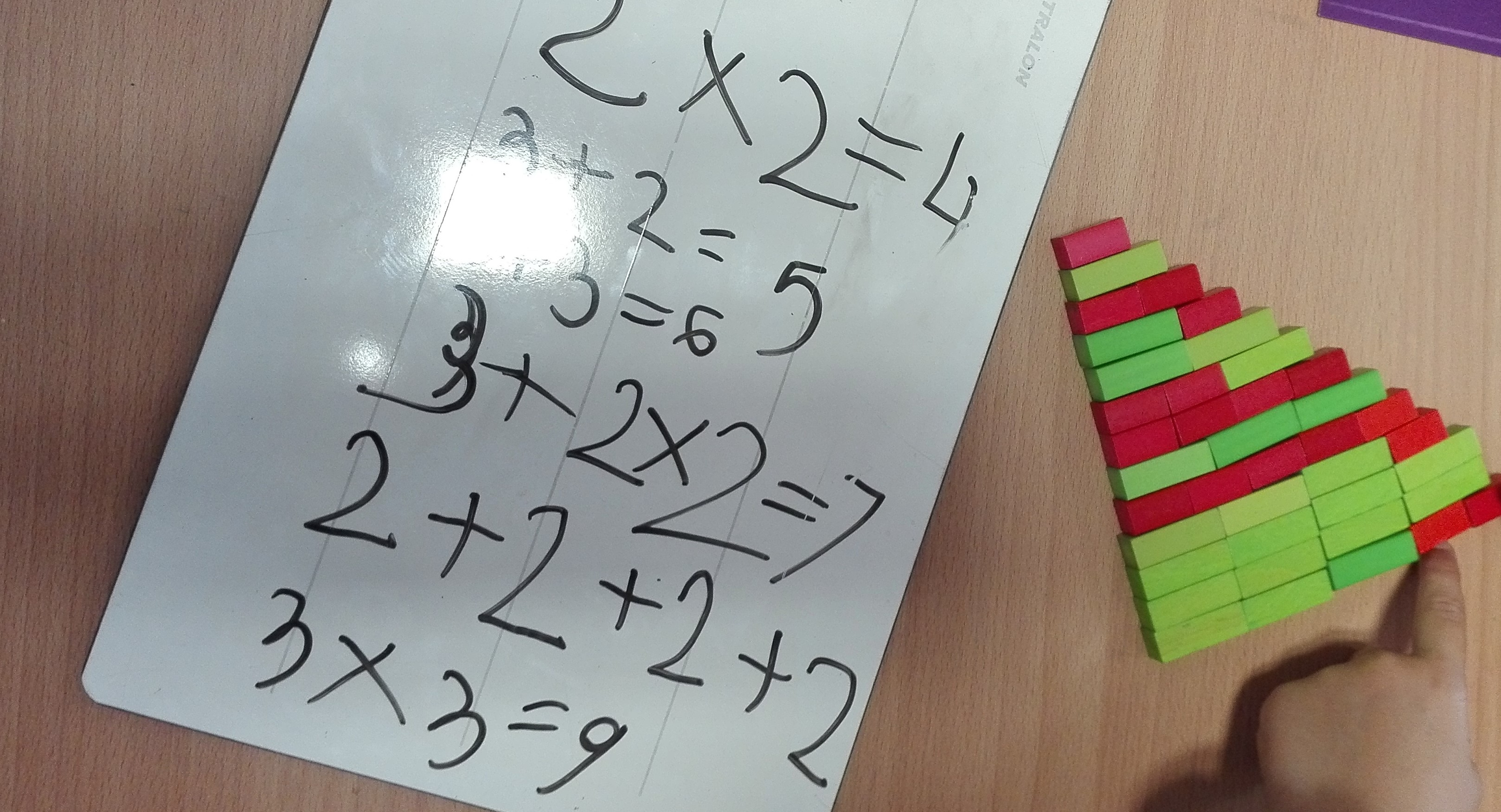
Ein Kind benutzt eine „Treppe“ aus roten und grünen Stäben, um zu untersuchen, wie die Zählzahlen zusammengesetzt werden können.

Die Stäbe werden im Unterricht für eine Vielzahl von mathematischen Ideen und mit einer großen Altersgruppe von Lernenden verwendet. Themen, für die sie verwendet werden, sind:
- Zählen, Sequenzen, Muster und algebraisches Denken
- Addition und Subtraktion (additive Argumentation)
- Multiplikation und Division (multiplikatives Denken)
- Brüche, Verhältnis und Proportionen
- Modulare Arithmetik, die zur Gruppentheorie führt

## Verwendung im Fremdsprachenunterricht
Obwohl sie in erster Linie für Mathematik verwendet werden, sind sie auch in Fremdsprachenunterricht populär geworden, insbesondere Der stille Weg. Sie können verwendet werden
1. um die meisten grammatischen Strukturen wie Präposition des Ortes, Vergleichs- und Superlative, Determinanten, Zeitformen, Adverbien der Zeit, Art und Weise usw. zu demonstrieren,
2. um Satz und Wortbetonung, aufsteigende und absteigende Intonation und Wortgruppierungen zu zeigen,
3. um ein visuelles Modell von Konstrukten zu erstellen, z. B. das englische Verbformensystem[9]
4. um physische Objekte darzustellen: Uhren, Grundrisse, Karten, Menschen, Tiere, Früchte, Werkzeuge usw., die zur Erstellung von Geschichten führen können, die von den Schülern wie in diesem Video erzählt werden.[10]

## Belege
1. ↑  Cuisenaire®-Stäbchen kommen nach Amerika. Etacuisenaire.com, archiviert vom Original am 23. Januar 2013; abgerufen am 24. Oktober 2013.
2. ↑  Simon Gregg: Wie ich mit Cuisenaire-Stäben unterrichte. mathagogy.com, archiviert vom Original am 13. September 2014; abgerufen am 22. April 2014.
3. ↑  Lehrfraktionen mit Cuisenaire-Stäben. Teachertech.rice.edu, ehemals im Original (nicht mehr online verfügbar); abgerufen am 24. Oktober 2013. (Seite nicht mehr abrufbar. Suche in Webarchiven)
4. ↑  Caleb Gattegno: Die Erziehungswissenschaft Teil 2B: Das Bewusstsein der Mathematisierung. ISBN 978-0-87825-208-4.
5. ↑  Froebel: Georges Cuisenaire schuf Zahlen in Farbe. Froebelweb.org, abgerufen am 24. Oktober 2013.
6. 1 2  Caleb Gattegno: Für den Mathematikunterricht Band 3. 2nd Auflage. Educational Solutions, 2011, ISBN 978-0-87825-337-1, S. 173–178 (issuu.com [abgerufen am 28. Oktober 2016]).
7. 1 2  Simon Gregg, Mike Ollerton, Helen Williams: Cuisenaire – from Early Years to Adult. Verband der Mathematiklehrer, Derby 2017, ISBN 978-1-898611-97-4 (englisch, org.uk [abgerufen am 3. Oktober 2017]).
8. ↑  Beginner Silent Way exercises using Cuisenaire rods. glenys-hanson.info, archiviert vom Original am 4. März 2016; abgerufen am 25. April 2015 (englisch).
9. ↑  English Verb Tenses: a dynamic presentation using the Cuisenaire Rods. glenys-hanson.info, archiviert vom Original am 16. März 2016; abgerufen am 25. April 2015 (englisch).
10. ↑  Silent Way: rods, describing a scene (Teil 6 von 8). YouTube, 11. April 2010, abgerufen am 24. Oktober 2013 (englisch).